# ガンダーラ

ガンダーラ
Gandhāra

ガンダーラ（中国語: 健馱邏、犍陀羅、巴: Gandhāra、梵: Gāndhāraḥ）は、現在のパキスタン北西部に存在した古代王国。首都バクラームなどを中心に栄えた。カーブル川北岸に位置し、その西端は現在のアフガニスタンの首都カーブル付近まで、東端はインダス川を越えてカシミール渓谷の境界部まで達していた。
ガンダーラ王国は紀元前6世紀から11世紀に存続し、1世紀から5世紀には仏教を信奉したクシャーナ朝のもとで最盛期を迎えた。1021年にガズナ朝のスルタン・マフムードにより征服された後、ガンダーラの地名は失われた。イスラム支配下ではラホールやカーブルが地域の中心都市となり、ムガル帝国の支配下ではカーブル州の一部とされた。

## 地理
ガンダーラはヴェーダ時代、カーブル河岸からインダス河口までをその境域としていた。その領域はペシャーワル渓谷として知られている。のちの時代にガンダーラ人はインダス川を越え、パキスタンのパンジャーブ州北西部をも領土に含めた。ペルシアと中央アジアの重要な交通路であったガンダーラは国際的な商業都市として繁栄した。時代によって、ペシャーワル渓谷、タクシラ、スワート渓谷をまとめてガンダーラの領域に含めることがあるが、中心地は常にペシャワール渓谷であった。王国の首都はチャルサッダ（チャールサダ）、タクシラ、ペシャーワル、末期にはインダスのフントに置かれた。

## 歴史

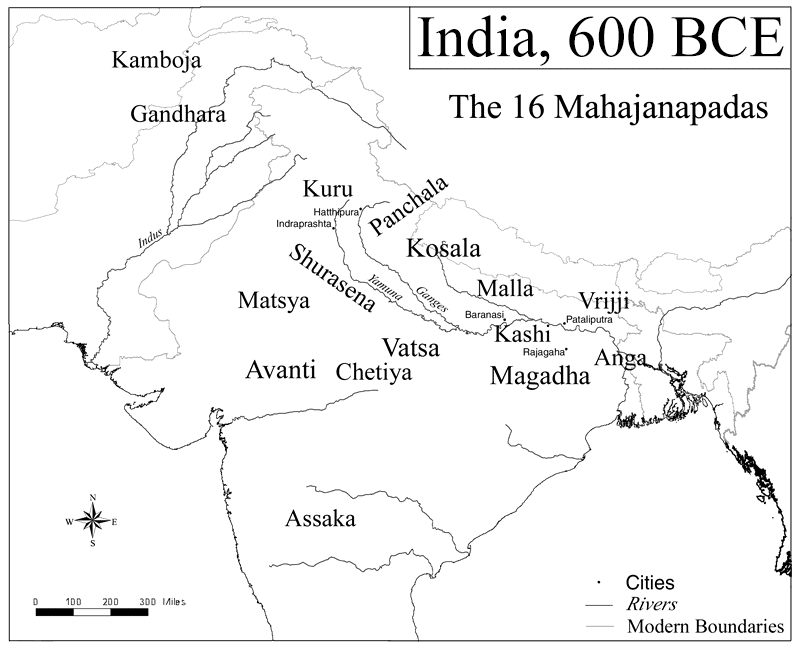
インド（紀元前6世紀）の十六大国
左上の Gandhara がガンダーラ

### アケメネス朝ペルシャの支配
ガンダーラの名前は『リグ・ヴェーダ』にも現れているが、紀元前6世紀にはアケメネス朝ペルシャのキュロス大王、もしくはダレイオス1世によってその版図に組み込まれたことが分かっており、ペルセポリスのダレイオス1世碑には"GADARA"という名前が記録されている。ギリシアの歴史家ヘロドトスの著書『歴史』にはペルシャ帝国の20の属領が記されているが、そこではガンダーラはPaktuikeまたはペシャワール渓谷として記録されている。

### アレクサンドロス大王の東征と、マウリヤ朝の支配
紀元前380年頃までにペルシャの支配は弱まり、多くの小王国がガンダーラを分割支配した。紀元前327年にはアレクサンドロス大王がガンダーラに侵攻したが、大王はこの地に1年も留まらなかった。同じ頃、マウリヤ朝のチャンドラグプタ王はタクシラにあったが、紀元前305年にはセレウコス朝を破り、アフガニスタン南部を支配下に収めた。その後、1世紀半にわたりマウリヤ朝がこの地を支配した。チャンドラグプタの孫アショーカ王は熱心な仏教徒となり、ガンダーラに多くの仏塔を建立した。その後、マウリヤ朝が衰退してインド亜大陸に退くと、ギリシア系のグレコ・バクトリア王国がこの地に勢力を拡張した。紀元前185年頃、ガンダーラとパンジャーブはバクトリア王デメトリオス1世により征服された。その後、バクトリア分裂の後、ガンダーラ地方はバクトリア内部での独立した政権が支配した。

### メナンドロス王とインド・グリーク朝の支配

仏教のシルクロード伝播

インド・グリーク朝のメナンドロス1世はガンダーラの最も有名な王である。仏教徒となった彼は『ミリンダ王の問い』として仏典に描かれ、多くの仏教徒によく知られる存在となった。紀元前140年頃にはメナンドロス王は死に、インド・グリーク朝の分裂が始まった。同じく、パルティア系民族により圧迫され、イラン高原からサカ族がガンダーラ地方へ移住した（インド・スキタイ王国）。現在のパキスタン北部、アフガニスタンで使用されているパシュトー語はこのサカ族の言語を起源としている。紀元前90年にはパルティアはイラン東部を支配下に収め、紀元前50年頃にはアフガニスタンに残る最後のギリシャ人勢力を駆逐した。パルティアはガンダーラにギリシャ的な芸術様式を持ち込んだギリシア系住民を一掃した。我々がガンダーラ美術の発展を見るのはこのときからである（紀元前50年 - 75年）。

### クシャーナ朝治世下での黄金期
ローマとの抗争や、紀元前92年のミトラダテス2世の死などによってパルティア王国が弱体化すると、パルティアの大貴族スーレーン氏族（王族から分岐した氏族）はインド・スキタイ人や大月氏によって占領されていた東方領土に侵入を開始した。パルティア人は、ガンダーラ地方でクシャーナ朝の王クジュラ・カドフィセスなど多くの地方領主と戦った後、全バクトリアと北インドの広大な領域を支配下に治めた。20年頃、パルティア人の征服者の1人ゴンドファルネスは、パルティアからの独立を宣言し、征服した領域にインド・パルティア王国を建設した。この王国は何とか1世紀ほど存続したが、北インド地方は75年頃にクシャーナ朝によって再征服された。
この後、クシャーナ朝の支配下でガンダーラは黄金時代を迎える。ペシャーワル渓谷とタクシラにはこの時代の仏塔と仏寺の遺構が数多く見られる。カニシカ王（在位：128年 - 151年)統治下にガンダーラ美術は繁栄し、多くの仏教建造物が建立された。カニシカ王は仏教が中央アジアから極東にまで広がりを見せることになった最大の功労者だった。王のもとで、ガンダーラは周辺文明の中心となり、その地で栄えた仏教美術はアジア全域に広がった。ペシャーワルには120メートルもの巨大な仏塔が建立されたほか、数多くの仏教遺跡が残り、後世、東アジアからの巡礼地として神聖視された。カニシカの死後、王国は東方領土を失い始め、西方ではサーサーン朝の支配下に入った。しかし、クシャン族の族長の元で新しい仏塔は建立され続け、旧来のものは拡張された。仏寺には大仏像が建てられ、断崖には磨崖仏が彫られた。

### 衰退
450年頃、エフタルが侵入し、ヒンドゥー教が一時盛んとなったが、サーサーン朝が再び盛り返し、568年にはエフタルを駆逐した。644年にサーサーン朝がイスラム帝国に敗れると、ガンダーラはテュルク系民族によって支配され、ふたたび仏教が広まった。多くの中国からの仏教巡礼者による旅行記はガンダーラがこの数世紀の間に大きく変容したと記録している。次第にヒンドゥー教が隆盛となり、仏教寺院は次々と放棄されていった。その後、イスラム勢力が侵入し、ガンダーラの名は忘れられていった。
中国から玄奘が630年に訪問した頃には、10以上の寺院が廃墟となり雑草が生い茂り、多くの仏塔も破壊されていたという。
現在のアフガニスタンのカンダハールという地名は、「ガンダーラ」に由来するという説が存在する。

## 文化

### 宗教
この地からはガンダーラ語仏教写本が発見され、現存する最古の仏典写本である。
精舎を含む都市建設は、タフテ・バヒーの仏教遺跡群とサハリ・バハロールの近隣都市遺跡群として世界遺産に指定されている。